# Correctio
Correctio（ラテン語で「訂正」の意味）とは、意味をさらに詳しく述べることでなされる意見の訂正のこと。
- That it should come [to this]!

But two months dead, nay, not so much, not two.
-- ウィリアム・シェイクスピア『ハムレット』第1幕第2場137-138
主人公ハムレットが、父の死後間もない母と叔父との再婚について不満を述べる台詞。その再婚について最初「死から2ヶ月で」と言った後、さらに詳しく「いや、まだ2ヶ月も経っていない」と訂正している。